# HER2
HER2(Receptor tyrosine-protein kinase erbB-2, 수용체 티로신-단백질 키나제 erbB-2)는 일반적으로 세포막에 존재하고 ERBB2 유전자에 의해 암호화되는 단백질이다. ERBB는 원래 조류 게놈에서 분리된 유전자인 적혈구모세포 종양유전자 B(erythroblastic oncogene B)의 약어이다. 인간 단백질은 종종 HER2(인간 표피 성장 인자 수용체 2) 또는 CD340(분화 클러스터 340)이라고도 한다.
HER2는 인간 표피 성장 인자 수용체(HER/EGFR/ERBB) 계열에 속한다. 그러나 ERBB 계열의 다른 구성원과 달리 HER2는 리간드에 직접 결합하지 않는다. HER2 활성화는 다른 ERBB 구성원과의 이종이량체화 또는 암과 같이 HER2 농도가 높을 때 동종이량체화에 의해 발생한다. 이 종양유전자의 증폭 또는 과발현은 특정 공격적인 유형의 유방암의 발생 및 진행에 중요한 역할을 하는 것으로 나타났다. 최근 몇 년 동안 이 단백질은 유방암 환자의 약 30%에 대한 중요한 바이오마커이자 치료 표적이 되었다.